# 서울 다이너스티
서울 다이너스티(영어: Seoul Dynasty)는 대한민국의 e스포츠팀으로 서울특별시를 연고로 하고 있으며 현재 오버워치 리그에 참가 중이며 소속 디비전은 태평양 컨퍼런스 동부 지구이다. 서울 다이너스티는 Gen.G 산하의 팀이기도 하며 현재 양진모(TOBI) 감독이 팀을 지휘하고 있다. 2020 시즌에는 동대문 디자인 플라자를 홈 구장으로 사용할 예정이었으나 코로나로 인해 무산되었다.

## 개요
2017년 7월 12일 블리자드 엔터테인먼트는 Gen.G가 대한민국의 서울특별시를 연고로 하는 오버워치 팀을 소유한다는 내용을 발표했다. 한 달 뒤인 8월 12일 서울 연고 오버워치 팀은 한국의 오버워치팀인 루나틱 하이의 선수들과 코칭스태프들을 기반으로 만드어진다는 사실이 공개되었다.

## 역사

### 출범 시즌
프리 시즌에서 3전 전승으로 1위를 차지하며 출범 시즌에 대한 기대감을 높였고 출범 시즌인 2018 시즌이 시작되자마자 1스테이지와 2스테이지에서는 20경기에서 14승 6패의 호성적을 기록했지만 이후 3스테이지와 4스테이지에서는 8승 12패라는 저조한 성적에 그치는 등 고전을 면치 못하는 모습을 보였고 결국 40경기 22승 18패로 승률 자체는 나쁘지 않았지만 3스테이지와 4스테이지에서의 부진 여파로 인해 리그 8위·태평양 컨퍼런스 3위에 그치며 플레이오프 진출에 실패했다.

### 2019 시즌
참가팀이 20개로 늘어난 2019 시즌에서는 28경기 15승 13패·리그 8위·태평양 컨퍼런스 5위로 플레이-인 스테이지에 진출하며 창단 첫 포스트시즌 무대를 밟았고 2라운드에서 광저우 차지를 4-1로 꺾고 8강 플레이오프에 진출했다. 비록 8강 플레이오프 1경기에서 밴쿠버 타이탄즈에게 2-4로 패했고 패자 1라운드에서도 항저우 스파크에게 1-4로 패하며 시즌을 마감했지만 플레이오프에도 밟아보지 못했던 지난 2018 시즌에 비하면 장족의 발전을 이뤄냈다고 할 수 있다.

### 2020 시즌
코로나19 범유행으로 인해 온라인으로 대체된 2020 시즌에서 서울은 5월 아시아 토너먼트에서 준우승을 차지하는 등 21경기에서 12승 12패·5할의 승률을 거두며 포스트시즌 진출 티켓을 확보했다. 이후 2020 시즌 아시아권 플레이-인 스테이지 티어 2에서 항저우 스파크를 3-0으로 완파하며 아시아권 4강 플레이오프 진출에 성공했고 아시아권 4강 플레이오프에서도 광저우 차지를 3-0으로 누르며 승자 결승에 올랐으며 승자 결승전에서는 2019 시즌부터 강팀으로 거듭난 상하이 드래곤즈를 상대로 2-3의 석패를 당하며 패자 결승으로 밀려났지만 패자 결승에서 뉴욕 엑셀시어를 3-0으로 셧아웃시키며 그랜드파이널 4강 무대를 밟았다. 그리고 4강전 1경기에서 샌프란시스코 쇼크에 2-3으로 석패하며 패자 1라운드로 밀려났지만 패자 1라운드에서 김동건 감독이 이끄는 필라델피아 퓨전을 3-0으로 꺾고 패자 결승에 올랐고 패자 결승에서도 아시아권 4강 승자 결승에서 패배를 안긴 상하이를 상대로 3-2로 승리하며 설욕에 성공함과 동시에 최종 결승 진출 티켓을 손에 넣었다. 비록 최종 결승에서 또 다시 샌프란시스코에 2-4로 패했지만 창단 이래 처음으로 그랜드파이널 준우승이라는 경이로운 기록을 세우며 시즌을 마쳤다.

## 주요 성적
- 오버워치 리그 2018 시즌 8위 (태평양 컨퍼런스 3위)
- 오버워치 리그 2019 시즌 8강 플레이오프
- 오버워치 리그 2020 시즌 메이밀리 토너먼트전 준우승
- 오버워치 리그 2020 그랜드파이널 준우승
- 오버워치 리그 2022 동부 킥오프클래시 우승

## 선수단

### 코칭스태프
- 감독 : Tobi(양진모)
- 코치 : 문성원
- 분석관 : 김이준 권도윤

### 선수
| 포지션 | 닉네임    | 번호 |
| ------ | --------- | ---- |
| DPS    | PROFIT    | 13   |
| DPS    | PROPHET   | 5    |
| TANK   | VOID      |      |
| SUP    | KRILLIN   | 11   |
| SUP    | LEESOOMIN | 29   |